# Rusłan Siejłchanow
Rusłan Adiłbiekowicz Siejłchanow (ur. 30 października 1972) – kazachski judoka. Dwukrotny olimpijczyk. Zajął 21. miejsce w Atlancie 1996 i dziewiąte w Sydney 2000. Walczył w wadze półśredniej.
Uczestnik mistrzostw świata w 1997 i 1999. Startował w Pucharze Świata w latach 1995-2000. Brązowy medalista igrzysk azjatyckich w 1998. Zdobył trzy medale na mistrzostwach Azji w latach 1996-2000.

## Letnie Igrzyska Olimpijskie 1996
| Konkurencja | Eliminacje               | Klas. końcowa |
| Konkurencja | Przeciwnik I             | Miejsce       |
| ----------- | ------------------------ | ------------- |
| 78 kg       | Thierry Vatrican (MON) P | 21.           |

## Letnie Igrzyska Olimpijskie 2000
| Konkurencja | Eliminacje              | Repasaże              | Repasaże               | Klas. końcowa |
| Konkurencja | Przeciwnik I            | Przeciwnik I          | Przeciwnik II          | Miejsce       |
| ----------- | ----------------------- | --------------------- | ---------------------- | ------------- |
| 81 kg       | Makoto Takimoto (JPN) P | Gastón García (ARG) Z | Álvaro Paseyro (URU) P | 9.            |